# Arte 360°-Reportage
Arte 360°-Reportage ist eine deutsch-französische Reportage-Fernsehserie. Seit der Erstausstrahlung am 4. Januar 1999 bis 2. Juli 2022 lief die Serie unter dem Namen 360° – Die Geo-Reportage auf Arte. Sie wurde also Jahrzehnte lang in Zusammenarbeit mit dem Magazin Geo produziert.

## Geschichte

### 1999 bis 2003 (Staffel 1–5)
Sendebeginn der Fernsehserie war am 4. Januar 1999. Von Anfang an wurde in Kooperation mit dem Magazin Geo produziert. Peter-Matthias Gaede – bei Serienstart Chefredakteur bei Geo – befürwortete die Zusammenarbeit, da es sich seiner Meinung nach um eine „Ideal-Ehe zweier Qualitätslabels“ handelte.
Die Sendung wurde anfangs täglich von Montag bis Donnerstag um 20:15 Uhr ausgestrahlt und dauerte 26 Minuten.
Die vier Folgen einer Woche bildeten zu Beginn eine Mini-Staffel, da sie thematisch aufeinander abgestimmt waren.
Das Thema Traum-Städte startete die thematische Reihe, bis sie nach 20 Mini-Staffeln mit Überleben in der Wüste am 5. Januar 2001 endete. Ab der Folge Die Baustelle des Herrn ist kein thematischer Zusammenhang zwischen den einzelnen Sendungen erkennbar.

### 2004 bis 2022 (Staffel 6–24)
Ab Januar 2004 wurde die Sendung wöchentlich immer Samstags im 52-minutigen Format ausgestrahlt.
Seit 2007 sendet Arte eine 13-minütige Version für Kinder mit dem Titel Geolino Reportage aus.
Seit dem 19. März 2022 wird diese Sendereihe auf Super-RTL ausgestrahlt.
Die Reportage über die Die Bambusbahn von Kambodscha wurde 2010 mit dem Grimme-Preis ausgezeichnet. Einzelne Filme werde auch auf Festivals gezeigt.
Die Sendung Myanmars Bambusbrücke – Ein Dorf packt an! ist die erste Folge, die mit einem neuen Vorspann beginnt. Seit dem 21. Mai 2017 zeigt der Vorspann vier Menschen aus verschiedenen Kontinenten in unterschiedlichen Alltagsszenen: ein Fischer mit gelber wasserdichter Anglerhose wickelt ein dickes Seil auf, eine Frau im mittleren Alter schmückt mit Blumen den Vorgarten ihrer Wellblechbaracke, eine junge Frau kocht mit einem Wok, ein älterer Bauer mit asiatischem Kegelhut arbeitet in einem Reisfeld.
Seit Juli 2019 zusätzlich Geo Tour, welches von Dorothee Haffner moderiert wird und 43 Minuten dauert, ausgestrahlt.

### Beendigung der Zusammenarbeit mit dem Geo-Magazin
Zum 2. Juli 2022 beendete Arte die Zusammenarbeit mit dem Geo-Magazin.

## Geographische Lage der einzelnen Folgen
Folgende Landkarte zeigt die Orte, an denen die einzelnen Folgen gedreht wurden.
Einigen Folgen kann keine geographische Lage zugeordnet werden.

## Veröffentlichung
Die einzelnen Folgen werden auf Arte erstausgestrahlt (siehe Episodenliste). Eine Auswahl an Folgen ist auch auf DVD erschienen (siehe Liste der DVD-Veröffentlichungen).

### Veröffentlichung über YouTube
Fast alle Episoden sind über die Videoplattform YouTube abrufbar.

#### YouTube-Kanal @georeportage
Die Staffeln 1 bis 5 können über den YouTube-Kanal 360° – Geo Reportage (@georeportage) angesehen werden. Von Juli 2009 bis Juli 2010 veröffentlichte der Kanal lediglich 2-minütige Trailer, um auf die entsprechenden kostenpflichtige Angebote der Sendungen im ITunes Store oder beim Amazon aufmerksam zu machen. Von Februar 2020 bis Januar 2021 wurden von der Betreiber Firma OneGate Media schließlich alle Sendungen der ersten fünf Staffeln in voller Länge veröffentlicht.

#### YouTube-Kanal @wocomoTravel
Seit 2016 bietet der YouTube-Kanal wocomoTravel der Firma Nikita Ventures GmbH die meisten Folgen ab der Staffel 6 an.